# Epigeneium geminatum
Epigeneium geminatum là một loài thực vật có hoa trong họ Lan. Loài này được (Blume) Summerh. mô tả khoa học đầu tiên năm 1957.